# ويليام بي كالاهان
ويليام بي كالاهان (بالإنجليزية: William P. Callahan)‏ هو كاهن كاثوليكي أمريكي، ولد في 17 يونيو 1950 في شيكاغو في الولايات المتحدة.